# Заговор на Коста Паница
Заговорът на Коста Паница е неуспешен и зле организиран опит за военен преврат в Княжество България, извършен под ръководството на военния съдия майор Коста Паница през януари 1890 година.
Има за цел отстраняване на княз Фердинанд I и министър-председателя Стефан Стамболов, възстановяване на отношенията с Русия и активизиране на българската политика чрез въоръжено въстание в Македония. Заговорниците срещат съвсем ограничено съдействие в армията, но правителството решава да използва случая за шумен пропаганден процес, завършил със смъртна присъда на Паница.

## Предистория
Скоро след преврата и контрапреврата от август 1886 година, приключили с политическо поражение на русофилите в България, Русия прекъсва отношенията си с Княжеството и отказва да признае легитимността на българския парламент и избрания през юни 1887 княз Фердинанд Сакскобургготски. През тези месеци правителството на император Александър III подпомага няколко опита за насилствена смяна на управлението в България, включително и Офицерските бунтове от февруари 1887 година.
Майор Коста Паница – един от висшите офицери в българската армия, първоначално подкрепя усилията на Стефан Стамболов да се противопостави на руския натиск и участва активно в съдебните действия срещу участниците в Офицерските бунтове. Малко по-късно обаче той остава разочарован от кадровата политика в армията и по-конкретно от това, че началникът на щаба на армията Рачо Петров е повишен в подполковник преди самия него. Паница е недоволен и от умерената политика на Стамболов по Македонския въпрос.
В края на 1887 година Коста Паница установява контакти с руски представители, като в замяна на евентуалното сваляне на княза и правителството иска да получи дипломатическа подкрепа и оръжие за въстание в Македония. Важна роля в преговорите играе Порфирий Колобков, бившият руски офицер и вносител на руско оръжие в България, който иска от руското правителство да отпусне 60 хиляди франка за осъществяване на плана. Според него в началото на 1888 година Паница вече оглавява Военнореволюционен комитет, който трябва да подготви преврата и въстанието. Руското външно министерство отказва да даде пари и конкретни гаранции, смятайки, че дори и успешно въстание в Македония не отговаря на моментните руски интереси, но проявява интерес към идеята за преврат.
Преговорите са подновени през лятото на 1889 година, когато живеещите в емиграция политици Драган Цанков и Петър Станчев гарантират пред руския дипломатически представител в Букурещ Михаил Хитрово, че заговорът е сериозен. Според тях в него участва и комендантът на софийския гарнизон подполковник Стефан Кисов. Хитрово смята за уместно превратът да се финансира с 50 хиляди франка. През декември той съобщава, че Военнореволюционният комитет е готов да действа в най-близко бъдеще, но правителството в Санкт Петербург не възнамерява да се ангажира открито.
Българското разузнаване изглежда е наясно с връзките между Паница и руските представители в Букурещ още от 1887 година, но не предприема никакви явни действия, изчаквайки развитието на събитията.

## Януари 1890 г.
През първите дни на януари Коста Паница се среща в различни софийски заведения с офицери, за които смята, че биха се включили в подготвяния от него преврат. Пред тях той говори открито за нуждата от такива действия и твърди, че някои войскови части вече са се присъединили към заговора.
В нощта на 11 срещу 12 януари Паница заедно с подпоручик Александър Ризов и цивилните Миле Колев и Тодор Арнаудов отиват в дома на Сава Мирков, главен лекар на войската, и го принуждават да напише кратка бележка, призоваваща коменданта Стефан Кисов да се присъедини към преврата. Паница твърди, че заговорът е известен на властите и провеждането на преврата не търпи отлагане. Оттам четиримата отиват при подполковник Кисов, който отпраща Паница, казвайки му, че трябва да се наспи и изтрезнее. След това Коста Паница, вече придружаван само от Александър Ризов, прави опити да се свърже с още няколко по-младши офицери, но също без успех.
Кисов не докладва за случилото се, но информацията все пак достига до властите. Опасявайки се, че насроченият за 20 януари бал в двореца, на който ще присъстват князът, Стамболов и военният министър Сава Муткуров, може да бъде използван за нови провокации, рано сутринта на същия ден те арестуват Коста Паница. След самия бал са задържани и други офицери, заподозрени в съучастничество.

## Съдебен процес
Непосредствено след разкриването на заговора в правителствените среди се разглежда възможността за провеждане на шумен процес, който да демонстрира решимостта на държавата да се справи с подобни заговори. Идеята е отхвърлена, за да не се създаде впечатление за мащабен заговор в армията и слабост на правителството.
Следствието е възложено на специална комисия от военни следователи, оглавявана от майор Васил Кутинчев. То приключва на 9 април, след което за обвинител е назначен прокурорът при Софийския военен съд поручик Димитър Марков, участвал и в делата след Офицерския бунт от 1887 година. Специално за случая е назначен Особен военен съд, председателстван лично от началника на Щаба на армията подполковник Рачо Петров. Неговите заседания се провеждат в казармите на Първи пехотен софийски полк и Шести пехотен търновски полк в София, като двата полка са изведени от гарнизона, за да не се нарушава дисциплината.
Обвинението срещу майор Коста Паница е повдигнато на 19 април, а два дни по-късно – и срещу капитан Евстати Моллов, капитан Асен Кисимов, подпоручик Александър Ризов, ротмистър Димитър Татев, ротмистър Христо Чавдаров, о.з. капитан Никола Ножаров, о.з. капитан Димитър Яблански, о.з. поручик Димитър Стаменов, о.з. подпоручик Иван Стефанов, Тодор Арнаудов, Димитър Ризов, Стефан Матеев, Пантелей Кисимов и Порфирий Колобков. Обвиненията срещу цивилните лица се разглеждат от военен съд по силата на Закона за изтребление на разбойничеството.
Съдебните заседания започват на 3 май. Коста Паница е обвинен в организиране на държавен преврат при осъществяване на връзка с враждебна чужда държава. Самият Паница не отрича подготовката на преврата, но твърди, че това са били само планове, от които се е отказал след първите неуспехи. Присъдата срещу него е произнесена на 17 май, а срещу останалите обвиняеми – шест дни по-късно. Коста Паница е осъден на смърт чрез разстрел, като съдът препоръчва на княза наказанието да бъде заменено с 15 години затвор, поради направените самопризнания и безупречната му военна служба. Колобков, чиято посредническа роля в преговорите с Русия се доказва, е осъден на 9 години затвор, Александър Ризов и Тодор Арнаудов – на 6 години затвор, Христо Чавдаров, Димитър Татев, Евстати Моллов и Асен Кисимов – на 3 години затвор, а Иван Стефанов – на 5 месеца арест. Останалите обвиняеми са оправдани, поради липса на доказателства.
Коста Паница обжалва присъдата, позовавайки се на фактически грешки в решението и на процесуални нарушения по време на разследването. Обвинителят Димитър Марков също възнамерява да обжалва, искайки премахване на препоръката за помилване на Паница и увеличаване на присъдата на Колобков, но главният военен прокурор майор Георги Агура се отказва от обжалване. На 7 юни Главният военнокасационен съд потвърждава решенията на долната инстанция.
Министър-председателят Стефан Стамболов преценява присъдите като прекалено меки. Още на 19 май правителството приема решение, отхвърлено само от външния министър Георги Странски, призоваващо княза да не отменя смъртното наказание на Коста Паница. На 14 юни Стамболов заплашва княза, че ще подаде оставка, в случай че присъдата не бъде потвърдена. Фердинанд я подписва и веднага след това напуска страната, оставяйки на министър-председателя отговорността за екзекуцията.
Коста Паница е разстрелян около 10 часа на 16 юни 1890 година пред целия офицерски състав на Софийския гарнизон край Пешия лагер в Красно село.

## Последици
Стамболов използва заговора на Паница, за да постави пред Османската империя и големите европейски държави въпроса за международното признаване на княз Фердинанд като начин да се гарантира вътрешната стабилност на България. Дипломатическата акция е предприета броени дни след ареста на заговорниците. Предупреден от Русия, султанът не признава Фердинанд, но компенсира отказа си със съгласие за изпращане на владици от Българската екзархия в Охрид, Скопие и Одринско.
Във вътрешнополитически план разправата на властите със заговорниците принуждава радикалната опозиция срещу Стамболов, съставена от русофили-емигранти и привърженици на въоръжена борба за Македония, да промени тактиката си, като премине от опити за държавен преврат и разбунтуване на войската към политически убийства. Извършен е атентатът срещу министър-председателя през март 1891 г., последван от засилване на репресиите срещу противниците му в страната.